# Schüller (Familienname)
Schüller ist ein deutscher Familienname.

## Namensträger
- Alexander Schüller (* 1997), deutscher Bobfahrer
- Alfred Schüller (* 1937), deutscher Ökonom
- Andreas Schüller (* 1974), deutscher Dirigent
- Andreas Thomas Schüller (* 1957), deutscher Maler und Grafiker, Autor
- Anne Schüller (* 1952), deutsche Managementberaterin und Autorin
- Arno Schüller (1908–1963), deutscher Geologe und Hochschullehrer
- Arthur Schüller (1874–1957), österreichischer Mediziner und Pionier der Neuroradiologie
- Bruno Schüller (1925–2007), deutscher Jesuit und Theologe
- Christian Schüller (* 1958), österreichischer Journalist
- David Schüller (1655–1732), sächsischer Akzisrat in Leipzig und Resident in Danzig
- Eduard Schüller (Sänger) (um 1879–nach 1922), Opernsänger (Bariton)
- Eduard Schüller (Ingenieur) (1904–1976), deutscher Ingenieur
- Emil Schüller (1843–1900), deutscher Politiker, Oberbürgermeister von Koblenz
- Erasmus Schüller (1861–1890), deutscher Architekt
- Frank Schüller (* 1940), deutscher Fußballspieler
- Friedel Schüller (* 1953), deutscher Fußballspieler
- Friedhold Schüller (1925–2016), deutscher Fußballspieler
- Gunhild Oberzaucher-Schüller (* 1942), österreichische Tanzwissenschaftlerin
- Hans Schüller (1884–??), deutscher Architekt, siehe Johannes Schüller (Architekt)
- Hans Schüller (Politiker), österreichischer Politiker
- Hans Schüller (Rallyebeifahrer), deutscher Rallyebeifahrer
- Hans Schüller (Heimatforscher) (* 1954), deutscher Archivar und Heimatforscher
- Hans-Christoph Schüller (* 1949), deutscher Notar
- Heidi Schüller (* 1950), deutsche Leichtathletin
- Helmut Schüller (* 1952), österreichischer Priester
- Hermann Schüller (* 1952), deutscher Basketballspieler und -funktionär, Unternehmer
- Jakob Schüller (1905–1944), deutscher Leichtathlet
- Josef Schüller (1888–1968), deutscher Pharmakologe
- Katharina Schüller (* 1977), deutsche Unternehmerin und Datenwissenschaftlerin
- Lea Schüller (* 1997), deutsche Fußballspielerin
- Martin Schüller (* 1960), deutscher Schriftsteller
- Max Schüller (1843–1907), deutscher Chirurg
- Maximilian Schüller (1860–1932), tschechisch-österreichischer Industrieller
- Paul Maximilian Schüller (* 1999), deutscher Schauspieler
- Peter Schüller (1921–2006), deutscher Politiker (SPD)
- Ralph-D. Schüller, deutscher pharmazeutischer Großhändler, Leiter und ehemaliger Inhaber von Ebert+Jacobi
- Rasmus Schüller (* 1991), finnischer Fußballspieler
- Richard Schüller (1870–1972), österreichischer Ökonom, Politiker und Diplomat
- Richard Schüller (Parteifunktionär) (1901–1957), österreichischer Parteifunktionär (KPÖ)
- Rosa Schüller, Ehename von Rosa Ethofer (1877–1939), österreichische Opernsängerin und Gesangspädagogin
- Siegfried Schüller (* 1957), deutscher Schriftsteller und Lyriker
- Sven Schüller (* 1996), deutscher Baseballspieler
- Thomas Schüller (* 1961), deutscher Theologe
- Ulrich Schüller (Beamter), deutscher Ministerialbeamter
- Ulrich Schüller (Mediziner) (* 1976), deutscher Neuropathologe
- Valérie Schüller (* 1974), deutsche Juristin und Wissenschaftsmanagerin
- Walter Schüller (um 1920–2012), deutscher Politiker (SPD)
- Willy Schüller (1930–1965), deutscher Textdichter
- Wolfgang Schüller (* 1943), deutscher Skispringer